# Thomas van der Hammen
Thomas van der Hammen, né à Schiedam (Pays-Bas) le 27 septembre 1924 et mort à Chía (Colombie) le 12 mars 2010, est un géologue, botaniste et archéologue hollandais.
Il a étudié à l'Université de Leyde. Ses principaux travaux ont eu pour cadre l'Amérique du Sud et en particulier la Colombie, van der Hammen ayant principalement étudié les Andes et l'écosystème du páramo, notamment à Sumapaz,,.

## Biographie
Thomas van der Hammen est né en 1924 dans la ville de Schiedam en Hollande-Méridionale aux Pays-Bas.
De 1944 à 1949, Van der Hammen étudia la botanique et la paléontologie à l'Université de Leyde. La même année, il y obtint sa maîtrise en géologie et, en 1951, son doctorat sous la direction du professeur Frans Florschütz, avec la soutenance de sa thèse intitulée « Flore tardiglaciaire et phénomènes périglaciaires aux Pays-Bas ».
Après avoir terminé ses études et ses années de recherche à l'Université d'Amsterdam, il se rendit à Bogotá, en Colombie, en 1951, où il travailla pour le Service géologique. Là, il analysa la région de Sabana de Bogotá et conclut qu'il existait, vers 60 000 ans avant J.-C., un grand lac (le lac Humboldt), englobant la zone des actuelles villes de Bogotá, Soacha, Funza, Mosquera, Madrid, Cota, Chía et Cajicá.
En 1959, Van der Hammen retourna aux Pays-Bas, où il travailla au département de géologie de l'université de Leyde. En 1966, il fut muté à l'université d'Amsterdam, où il fut nommé maître de conférences, puis, à partir de 1980, professeur de palynologie à la faculté des sciences, sous-faculté de géologie et de géophysique. Après sa retraite en 1989, il s'installa définitivement en Colombie, dans le village de Chía, près de Bogotá.
Il y décède en 2010.

## Travaux
Van der Hammen a grandement contribué à la compréhension de la savane de Bogotá et de la zone naturelle environnante. Il a collaboré avec Gonzalo Correal Urrego (en) pour comprendre des sites préhistoriques tels qu'El Abra, Tequendama et Tibitó (en), dans le centre de la Colombie. Il a également défini et décrit plusieurs formations géologiques, notamment les formations de Marichuela, Tunjuelo et Sunachoque. Ses connaissances en paléobotanique se sont avérées précieuses pour la datation de la formation continentale de Cacho.
En 2000, une zone naturelle au nord de Bogotá, à la frontière de Chía et de Cota, a été nommée « Réserve naturelle Thomas van der Hammen (en) » en son honneur. Le maire de Bogotá, Enrique Peñalosa, qui s'est présenté à deux reprises sous la bannière des Verts, a ensuite autorisé la construction de maisons dans cette réserve naturelle, ce qui a suscité des protestations de la part des habitants.
En 2003, Van der Hammen a accordé une longue interview à Radio Nederland Wereldomroep sur son travail et sa vie.

## Publications
Ce qui suit est une séletion de ses travaux.[1][2][12]

### Livres
- 2008 - La Cordillera Oriental Colombiana Transecto Sumapaz - Estudios de Ecosistemas Tropandinos
- 2007 - Atlas de Páramos de Colombia
- 1986 - La Sierra Nevada de Santa Marta (Colombia) Transecto Buritaca-La Cumbre
- 1979 - Changes in life conditions on Earth during the past one million years
- 1953 - Late-glacial flora and periglacial phenomena in the Netherlands

### Articles
- 2006 - La conservación de la biodiversidad: hacia una estructura ecológica de soporte de la nación colombiana
- 2001 - Diversidade biológica e cultural da Amazonia
- 1997 - El bosque de Condalia
- 1981 - Environmental changes in the Northern Andes and the extinction of Mastodon
- 1978 - Stratigraphy and environment of the Upper Quaternary of the El Abra corridor and rock shelters (Colombia)
- 1972 - Changes in vegetation and climate in the Amazon basin and surrounding areas during the Pleistocene
- 1966 - The Pliocene and Quaternary of the Sabana de Bogotá (The Tilatá and Sabana Formations)
- 1957 - Climatic periodicity and evolution of South American Maestichtian and Tertiary floras
- 1951 - Vegetatie en stratigrafie van het Laat-glaciaal en het Pleni-glaciaal
- 1949 - De Allerod-oscillatie in Nederland. Pollenanalytisch onderzoek van een laatglaciale meerafzetting in Drente

L'abréviation standard d'auteur Hammen est utilisée pour indiquer cette personne comme auteur lors de la citation d'un nom botanique.[13]